# 尤金鎮區 (密蘇里州卡羅爾縣)
尤金鎮區（英語：Eugene Township）是位於美國密蘇里州卡羅爾縣的一個行政鎮區。

## 地方資料
尤金鎮區的面積為133.42平方千米，當中陸地面積為128.56平方千米，而水域面積為4.86平方千米。根據2020年美國人口普查的數據，當地共有人口120人，而人口密度為每平方千米0.9人。